# Magnolia sargentiana
Magnolia sargentiana este o specie de plante din genul Magnolia, familia Magnoliaceae, descrisă de Alfred Rehder și Ernest Henry Wilson. A fost clasificată de IUCN ca specie în pericol. Conform Catalogue of Life specia Magnolia sargentiana nu are subspecii cunoscute.